# دفارز دور فلاندرز 2015
دفارز دور فلاندرز 2015 (بالهولندية: Dwars door Vlaanderen 2015 )‏ هو سباق دراجات هوائية، وهو الموسم رقم 70 من نفس السباق، وأقيم في 25 مارس 2015، وامتدّ لمسافة 200 كيلومتر، وهو أحد سباقات طواف أوروبا للدراجات 2015، وهو من نوع سباق يوم واحد، وقد شارك في السباق 167 متسابقاً ووصل إلى نهايته 89 متسابقاً.
فاز فيه بالمركز الأول Jelle Wallays ‏، وبالمركز الثاني إدوارد ثيونس، وبالمركز الثالث ديلان فان بارلي.

## الفرق
| فرق عالمية (13)- AG2R La Mondiale - Astana - BMC Racing - Cannondale-Garmin - Etixx-Quick Step - IAM Cycling - Katusha - Lotto NL-Jumbo - Lotto-Soudal - Movistar Team - Orica-GreenEDGE - Tinkoff-Saxo - Trek Factory Racing فرق قارية محترفة (9)- أندروني جوكاتولي-سيدرمك 2015 ‏ - Cofidis, Solutions Crédits - Cult Energy Pro Cycling ‏ - Europcar - MTN-Qhubeka - رومبوت تشارلز ‏ - ساوث إيست 2015 ‏ - سبورت فلاندرين بالويس 2015 ‏ - Wanty-Groupe Gobert |  |
| |  |

## الفائزون
| الترتيب | الفائز          |
| ------- | --------------- |
| الفائز  | Jelle Wallays ‏  |
| الثاني  | إدوارد ثيونس    |
| الثالث  | ديلان فان بارلي |

## وصلات خارجية
- الموقع الرسمي
- دفارز دور فلاندرز 2015 على موقع إحصائيات الدراجات الإحترافية (الإنجليزية)